# Sheila Pree Bright
Sheila Pree Bright és una fotògrafa estartunidenca establerta a Atlanta, coneguda per les seves obres Plastic Bodies, Suburbia, Young Americans i la seva sèrie més recent #1960Now. Sheila és l'autora de #1960Now: Photographs of Civil Rights Activist and Black Lives Matter Protest.

## Trajectòria
Nascuda a Waycross, GA. Com a membre d'una família militar, va passar la seva primera infància a Alemanya i més tard es va traslladar als Estats Units, traslladant-se entre diversos estats, inclosos Colorado i Kansas. Cap d'aquests llocs tenia poblacions negres significatives, fet que més tard va influir en el seu treball. Va obtenir una llicenciatura en ciències a la Universitat de Missouri el 1998. El seu interès inicial per la fotografia va començar mentre feia una classe de fotografia durant l'últim any de la universitat. Es va traslladar a Atlanta el 1998 i va rebre un màster en belles arts a la Universitat Estatal de Geòrgia el 2003.
Bright es descriu sovint com una "antropòloga cultural". La seva primera experiència com a fotògrafa va començar quan va passar un temps a Houston, on va començar a fotografiar l'escena del gangsta rap i a enfrontar-se a la dinàmica entre hip hop i la cultura de les armes. El 2003, va crear la seva sèrie de fotos de tesi de MFA, Plastic Bodies, que va aparèixer a la pel·lícula Through the Lens Darkly i es va fer viral el 2013. En aquestes fotografies, va manipular imatges de dones negres i nines Barbie en un intent de desafiar els ideals occidentals de blancura i bellesa i explorar l'impacte que aquests ideals tenen en les nenes i les dones negres. Bright més tard va guanyar el reconeixement nacional quan va guanyar el Center Prize al Santa Fe Center of Photography el 2006 per la seva sèrie Suburbia, que inclou imatges de la vida suburbana afroamericana. El 2008, va fer la seva primera exposició individual a l'High Museum of Art, amb la seva sèrie Young Americans.
Bright va ser seleccionada per al Projecte d'Artista Treballador del Museu d'Art Contemporani de Geòrgia el 2014, durant el qual va crear la seva sèrie 1960Who. En aquest treball, va crear retrats de diversos activistes dels drets civils dels anys 60 i 70, com ara el doctor Roslyn Pope, Lonnie King, Herman Russel, Charles Person i Claire O'Connor. A més de l'exposició del museu, va enganxar aquests retrats a grans parets públiques del centre d'Atlanta en honor i celebració del seu activisme.El 2014 i el 2015, Bright va visitar Ferguson i Baltimore després dels assassinats de Michael Brown i Freddie Gray per fotografiar i documentar les protestes. Aquestes fotos van portar a la seva sèrie #1960Now.